# Nebulosa do Coração
A Nebulosa do Coração, IC 1805, Sh2-190, fica a cerca de 7500 anos-luz de distância da Terra e está localizada no Braço de Perseus na constelação de Cassiopeia. É uma nebulosa de emissão mostrando gás brilhante e faixas escuras de poeira. A nebulosa é formada por plasma de hidrogênio ionizado e elétrons livres.
A parte mais brilhante da nebulosa é classificada separadamente como NGC 896, pois foi a primeira parte da nebulosa a ser descoberta.

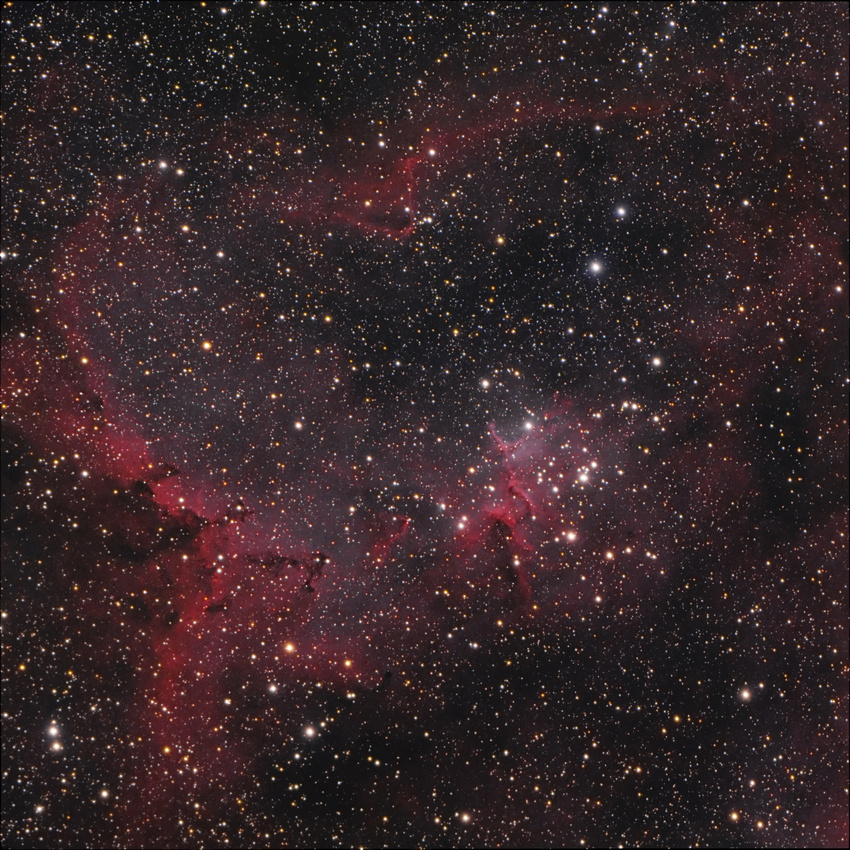
Aglomerado aberto Melotte 15 no centro da IC 1805.
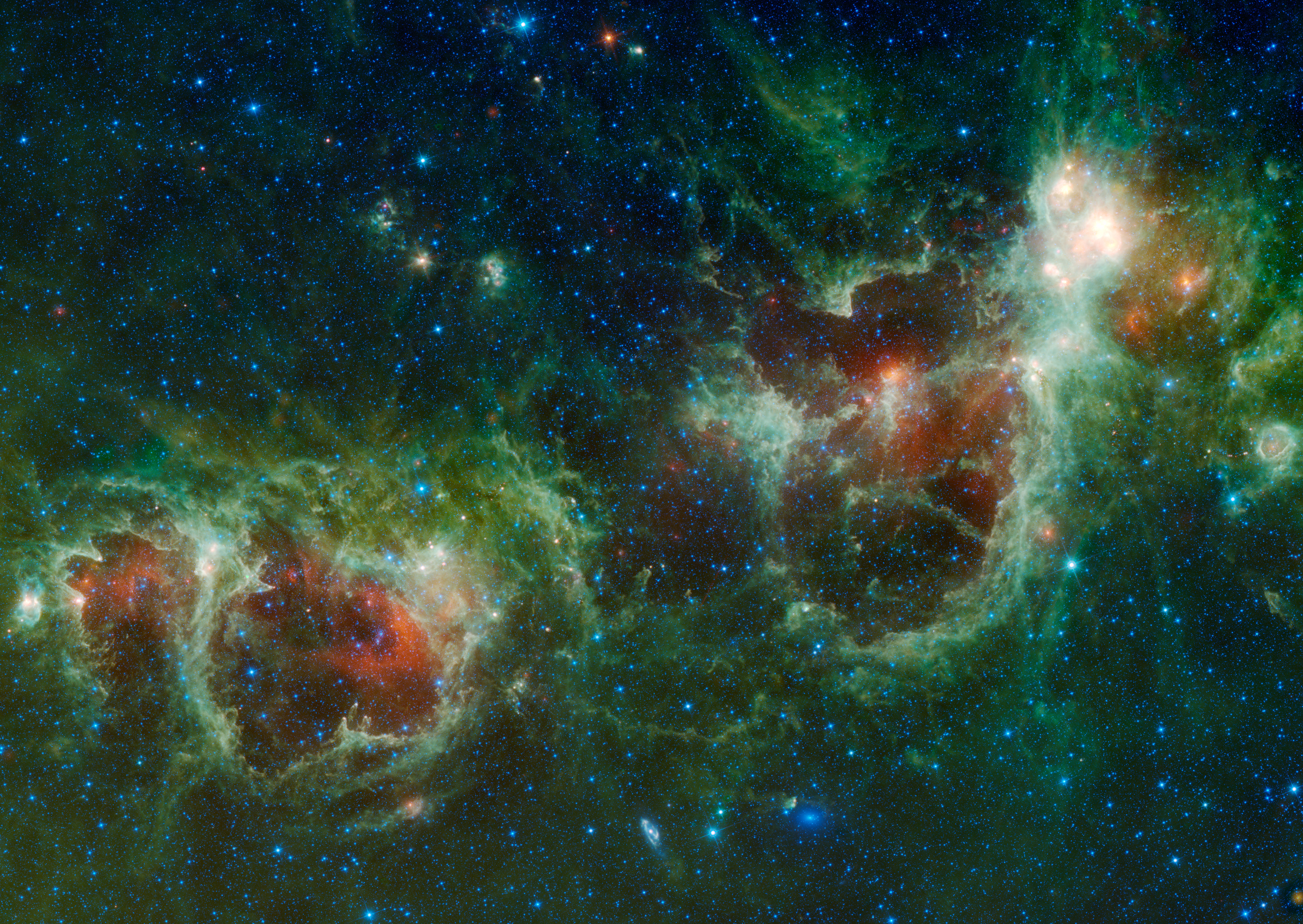
As nebulosas da Alma e do Coração são vistas nesse mosaico infravermelho no telescópio WISE da NASA.

Uma parte da nebulosa pode ser vista á direita.